# Пирс, Гэри
Гэри Малкольм Пирс (англ. Gary Malcolm Pearce, род. 27 февраля 1944, Лейхардт, Австралия) — австралийский гребец, серебряный призёр летних Олимпийских игр (1968).

## Биография
Гэри Малкольм Пирс родился 27 февраля 1944 года в городе в Лейххардт, Новый Южный Уэльс, в семье гребцов. Отец Гэри Сесил Пирс выступал за Австралию на Олимпийских играх 1936 года в Берлине, а его прадед Генри Джон Пирс был чемпионом Австралии по гребле. Троюродным братом Гэри Пирса был Бобби Пирс, двукратный олимпийский чемпион и один из величайших гребцов в истории Австралии.
Гэри Пирс занимался греблей в клубе «Balmain» в Сиднее. В 1964 году он и его напарник Барклай Уэйд выиграли титул чемпионов страны в мужском парном заплыве. Это была отборочная регата к Олимпийским играм в Токио и их выбрали в качестве олимпийских представителей в двойном разряде. На турнире австралийцы финишировали тринадцатыми.
В 1968 году Пирс был членом восьмёрки ю, которая завоевала серебряную медаль в заплыве восьмёрок на Олимпийских играх в Мексике. В 1972 году он снова был членом австралийской восьмёрки, но в этот раз команда финишировала восьмой.